# Frieda Dänzer
Frieda Brunner-Dänzer (ur. 16 listopada 1931 w Adelboden, zm. 21 stycznia 2015 w Brunnen) – szwajcarska narciarka alpejska, wicemistrzyni olimpijska oraz pięciokrotna medalistka mistrzostw świata.

## Kariera
W reprezentacji Szwajcarii Frieda Dänzer po raz pierwszy znalazła się w styczniu 1950 roku, wkrótce jednak odniosła poważną kontuzję. Nie startowała na igrzyskach olimpijskich w Oslo w 1952 roku i rozgrywanych dwa lata później mistrzostwach świata w Åre. W 1956 roku znalazła się jednak w reprezentacji kraju na igrzyska olimpijskie w Cortinie d’Ampezzo. Dänzer wywalczyła tam srebrny medal w zjeździe, rozdzielając na podium swą rodaczkę Madeleine Berthod oraz Lucile Wheeler z Kanady. Igrzyska w Cortinie d’Ampezzo były równocześnie mistrzostwami świata, jednak kombinację rozgrywano tylko w ramach drugiej z tych imprez. W konkurencji tej Dänzer także zajęła drugie miejsce, plasując się za Berthod, a przed Włoszką Giulianą Minuzzo.
Największe sukcesy osiągnęła jednak podczas mistrzostw świata w Badgastein w 1958 roku, gdzie w czterech startach zdobyła trzy medale. Najpierw zajęła drugie miejsce w zjeździe, w którym uległa tylko Kanadyjce Lucile Wheeler, a trzecie miejsce zajęła Włoszka Carla Marchelli. Następnie była trzecia w gigancie, ustępując tylko Wheeler oraz Sally Deaver z USA. Na zakończenie tej imprezy wywalczyła złoty medal w kombinacji, wyprzedzając Wheeler o 0,53 punktu i Austriaczkę Josefę Frandl o 2,32 punktu. W 1960 roku zakończyła karierę.
Wielokrotnie zdobywała medale mistrzostw Szwajcarii, w tym łącznie pięć złotych: w zjeździe w 1954 roku, w gigancie w latach 1957-1958 oraz slalomie i kombinacji w 1958 roku. W 1958 roku wygrała także giganta w ramach zawodów SDS-Rennen w Grindelwald, a w latach 1953 i 1956 była najlepsza w zjeździe na zawodach Parsenn-Derby w Davos.
W 1962 roku uzyskała uprawnienia instruktorki narciarstwa. Cztery lata później wyszła za mąż za Alfreda Brunnera i przeprowadziła się do Brunnen, gdzie prowadzili szkołę narciarską. Zmarła 21 stycznia 2015 roku po krótkiej chorobie.

## Osiągnięcia

### Igrzyska olimpijskie
| Miejsce | Dzień       | Rok  | Miejscowość       | Konkurencja | Czas biegu | Strata | Zwyciężczyni      |
| ------- | ----------- | ---- | ----------------- | ----------- | ---------- | ------ | ----------------- |
| 11.     | 27 stycznia | 1956 | Cortina d’Ampezzo | Gigant      | 1:56,5     | +4,4   | Rosa Reichert     |
| 10.     | 30 stycznia | 1956 | Cortina d’Ampezzo | Slalom      | 1:52,3     | +6,3   | Renée Colliard    |
| 2.      | 1 lutego    | 1956 | Cortina d’Ampezzo | Zjazd       | 1:40,7     | +4,7   | Madeleine Berthod |

### Mistrzostwa świata
| Miejsce | Dzień       | Rok  | Miejscowość       | Konkurencja | Czas biegu | Strata    | Zwyciężczyni      |
| ------- | ----------- | ---- | ----------------- | ----------- | ---------- | --------- | ----------------- |
| 11.     | 27 stycznia | 1956 | Cortina d’Ampezzo | Gigant      | 1:56,5     | +4,4      | Rosa Reichert     |
| 10.     | 30 stycznia | 1956 | Cortina d’Ampezzo | Slalom      | 1:52,3     | +6,3      | Renée Colliard    |
| 2.      | 1 lutego    | 1956 | Cortina d’Ampezzo | Zjazd       | 1:40,7     | +4,7      | Madeleine Berthod |
| 2.      | 1 lutego    | 1956 | Cortina d’Ampezzo | Kombinacja  | 9,85 pkt   | +1,34 pkt | Madeleine Berthod |
| 8.      | 3 lutego    | 1958 | Badgastein        | Slalom      | 1:45,6     | +5,2      | Inger Bjørnbakken |
| 2.      | 6 lutego    | 1958 | Badgastein        | Zjazd       | 2:12,1     | +0,3      | Lucile Wheeler    |
| 3.      | 8 lutego    | 1958 | Badgastein        | Gigant      | 1:54,6     | +0,8      | Lucile Wheeler    |
| 1.      | 8 lutego    | 1958 | Badgastein        | Kombinacja  | 4,75 pkt   | -         | -                 |